# Marcelino Vargas
Marcelino Vargas (1921 - ?) fou un futbolista paraguaià.

## Selecció del Paraguai
Va formar part de l'equip paraguaià a la Copa del Món de 1950 i al campionat sud-americà de 1955.